# Еде
Еде (хол. Ede) је град Холандији, у покрајини Хелдерланд. Према процени из 2008. у граду је живело 107.722 становника.

## Становништво
Према процени, у граду је 2008. живело 101.700 становника.
| 1980.  | 1990.  | 2000.   | 2008.   |
| ------ | ------ | ------- | ------- |
| 82.829 | 93.377 | 101.700 | 107.722 |